# Чо Бо А
Чо Бо А (кор. 조보아, нар. 22 серпня 1991, Теджон, Республіка Корея) — південнокорейська акторка.

## Біографія
Чо Бо Юн народилася 22 серпня 1991 року у південнокорейському місті Теджон. Перед початком акторської кар'єри взяла сценічне ім'я Чо Бо А. Свою акторську кар'єру вона розпочала у 2011 році з епізодичної ролі у телесеріалі, у наступні декілька років вона здебільшого знімалася у серіалах що транслювалися на кабельних каналах. Підвищення популярності Бо А пов'язане з роллю у популярному серіалі вихідного дня «Все про мою маму», за роль в якому акторка отримала перші нагороди. У 2016 році Бо А зіграла одну з головних ролей в романтично комедійному серіалі «Милий незнайомець і я». У 2018 році акторка зіграла головні ролі у серіалі «Прощавай, До побачення» за що отримала дві нагороди, та серіалі «Мій дивний герой». Окрім зйомок у серіалах акторка постійно бере участь у розважальних шоу та є постійною співведучою кулінарного шоу «Ресторан у провулку, Пек Чон Вона».
У лютому 2020 року відбулася прем'єра романтичного серіалу «Ліс», в якому Бо А виконує головну роль лікарки з великого сеульського шпиталю яка змушена працювати в маленькій лікарні у лісі.

## Фільмографія

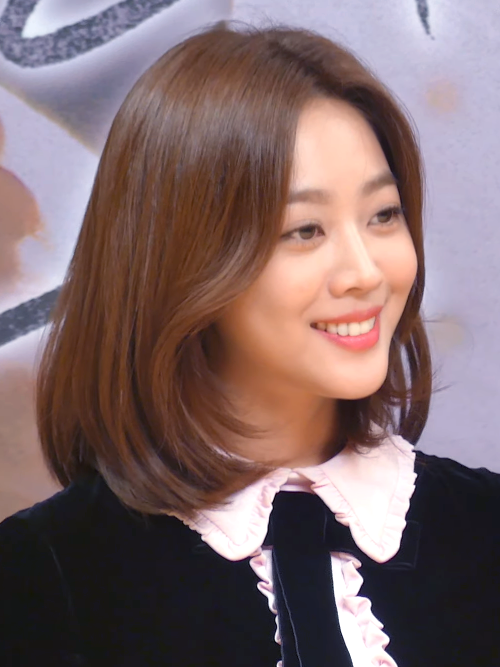
Чо Бо А восени 2018 року

### Телевізійні серіали
| Рік  | Назва                                     | Роль              | Мережа        |
| ---- | ----------------------------------------- | ----------------- | ------------- |
| 2012 | «Замовкни гурт квіткових хлопців»         | Ім Су А           | tvN           |
| 2012 | «Рожева веселка Мейсона Коїсурі»          | Бо А              | Tokyo TV      |
| 2012 | «Королівський лікар»                      | Со Ин Со          | MBC           |
| 2014 | «Проста русалонька»                       | Кім Ха Ні / Айлїн | tvN           |
| 2015 | «Відсутній нуар М»                        | Чін Со Чжун       | OCN           |
| 2015 | «Все про мою маму»                        | Чан Че Рі         | KBS2          |
| 2015 | «Любовні клітини 2»                       | Йо Бом            | Naver TV Cast |
| 2016 | «Монстр»                                  | До Шин Йон        | MBC           |
| 2016 | «Милий незнайомець і я»                   | До Йо Чжу         | KBS2          |
| 2017 | «Температура кохання»                     | Чі Хон А          | SBS           |
| 2017 | «Давайте зустрінемося» (спеціальна драма) | Лі Су Чжі         | KBS2          |
| 2018 | «Прощавай, До побачення»                  | Чон Хьо           | MBC           |
| 2018 | «Мій дивний герой»                        | Сон Су Чон        | SBS           |
| 2020 | «Ліс»                                     | Чон Йон Чже       | KBS2          |
| 2020 | «Історія дев'ятихвостого лиса»            | Нам Чі А          | tvN           |
| 2022 | «Військовий прокурор «Доберман»»          | Ча У Ін           | tvN           |
| 2023 | «Поєднанні долею»                         | Лі Хон Чжо        | JTBC          |

### Фільми
| Рік  | Назва            | Роль     |
| ---- | ---------------- | -------- |
| 2014 | «Невинна справа» | Ха Йонин |

### Шоу
| Рік       | Назва                               | Мережа | Коментар                                                                    | Прим. |
| --------- | ----------------------------------- | ------ | --------------------------------------------------------------------------- | ----- |
| 2011–2012 | «Зроблено тобою»                    | JTBC   | ведуча                                                                      |       |
| 2017      | «Закон джунглів» на Суматрі         | SBS    | член команди (епізод 261—264)                                               | [ 7 ] |
| 2017      | «Battle Trip»                       | KBS2   | конкурсант разом з Кім Со Ин (епізод 58–61)                                 | [ 8 ] |
| 2018      | «Ресторан у провулку, Пек Чон Вона» | SBS    | співведуча разом з Пек Чон Воном та Кім Сон Джу (почінаючи з 11-го епізоду) | [ 9 ] |

### Кліпи
- Remember That (BtoB, 2016 рік)

## Нагороди
| Рік  | Нагорода                  | Категорія                                                                             | Робота                         | Результат | Прим.  |
| ---- | ------------------------- | ------------------------------------------------------------------------------------- | ------------------------------ | --------- | ------ |
| 2015 | 28-ма Премія Grimae       | Краща нова акторка                                                                    | «Все про мою маму»             | Перемога  | [ 10 ] |
| 2015 | 29-та Премія KBS драма    | Краща нова акторка                                                                    | «Все про мою маму»             | Номінація |        |
| 2015 | 29-та Премія KBS драма    | Нагорода за популярність (акторки)                                                    | «Все про мою маму»             | Перемога  | [ 11 ] |
| 2016 | 36-та Премія MBC драма    | Нагорода за майстерність (акторки спеціальної драми)                                  | «Монстр»                       | Номінація |        |
| 2016 | 36-та Премія MBC драма    | Краща нова акторка                                                                    | «Монстр»                       | Перемога  | [ 12 ] |
| 2016 | 30-та Премія KBS драма    | Нагорода за майстерність (акторки мінісеріалу)                                        | «Милий незнайомець і я»        | Номінація |        |
| 2017 | 11-та Премія розваг SBS   | Best Challenge Award                                                                  | «Закон джунглів»               | Перемога  | [ 13 ] |
| 2017 | 25-та Премія SBS драма    | Нагорода за майстерність (акторки серіалу що транслюється по понеділках та вівторках) | «Температура кохання»          | Номінація |        |
| 2017 | 25-та Премія SBS драма    | Краща нова акторка                                                                    | «Температура кохання»          | Номінація |        |
| 2017 | 31-а Премія KBS драма     | Краща акторка одноактної / спеціальної / короткої драми                               | «Давай зустрінемося, Чу О»     | Номінація |        |
| 2018 | 6-та Премія «Зірок МААТР» | Нагорода за майстерність (акторки серіалу)                                            | «Прощавай, До побачення»       | Перемога  | [ 14 ] |
| 2018 | 2-га Сеульська премія     | Краща нова акторка драми                                                              | «Прощавай, До побачення»       | Перемога  | [ 15 ] |
| 2018 | Премія MBC драма          | нагорода за майстерність (акторки серіалу що транслювався по вихідним)                | «Прощавай, До побачення»       | Перемога  | [ 16 ] |
| 2019 | 27-ма Премія SBS драма    | Нагорода за майстерність (акторка мінісеріалу)                                        | «Мій дивний герой»             | Номінація |        |
| 2020 | 7-ма Премія «Зірок МААТР» | Популярна зірка (акторки)                                                             | «Історія дев'ятихвостого лиса» | Номінація | [ 17 ] |
| 2020 | 34-та Премія KBS драма    | Netizen нагорода (акторки)                                                            | «Ліс»                          | Перемога  | [ 18 ] |
| 2020 | 34-та Премія KBS драма    | Краща пара (разом з Пак Хе Чжіном)                                                    | «Ліс»                          | Перемога  | [ 18 ] |
| 2020 | 34-та Премія KBS драма    | Нагорода за майстерність (акторка мінісеріалу)                                        | «Ліс»                          | Номінація | [ 18 ] |